# Saison 2023 de l'équipe cycliste Bahrain Victorious
La saison 2023 de l'équipe cycliste Bahrain Victorious est la septième de cette équipe.

## Coureurs et encadrement technique

### Effectif
| Coureur               | Date de Nais.     | Nationalité | Équipe en 2022                     | Vict. | Cont.             | Maillot dist.      |
| --------------------- | ----------------- | ----------- | ---------------------------------- | ----- | ----------------- | ------------------ |
| Yukiya Arashiro       | 22 septembre 1984 | Japon       | Bahrain Victorious                 | 0     | 01/2017 - 12/2024 |                    |
| Nikias Arndt          | 18 novembre 1991  | Allemagne   | Team DSM                           | 0     | 01/2023 - 12/2024 |                    |
| Phil Bauhaus          | 8 juillet 1994    | Allemagne   | Bahrain Victorious                 | 1     | 01/2019 - 12/2024 |                    |
| Pello Bilbao          | 25 février 1990   | Espagne     | Bahrain Victorious                 | 2     | 01/2020 - 12/2026 |                    |
| Santiago Buitrago     | 26 septembre 1999 | Colombie    | Bahrain Victorious                 | 1     | 01/2020 - 12/2026 |                    |
| Nicolò Buratti        | 7 juillet 2001    | Italie      | Friuli ASD                         | 0     | 04/2023 - 12/2025 |                    |
| Damiano Caruso        | 12 octobre 1987   | Italie      | Bahrain Victorious                 | 0     | 01/2019 - 12/2024 |                    |
| Matevž Govekar        | 17 avril 2000     | Slovénie    | Bahrain Victorious                 | 0     | 06/2022 - 12/2024 |                    |
| Kamil Gradek          | 17 septembre 1990 | Pologne     | Bahrain Victorious                 | 0     | 01/2022 - 12/2024 |                    |
| Jack Haig             | 6 septembre 1993  | Australie   | Bahrain Victorious                 | 0     | 01/2021 - 12/2025 |                    |
| Heinrich Haussler     | 25 février 1984   | Australie   | Bahrain Victorious                 | 0     | 01/2017 - 04/2023 |                    |
| Rainer Kepplinger     | 19 août 1997      | Autriche    | Hrinkow Advarics                   | 0     | 01/2023 - 12/2025 |                    |
| Mikel Landa           | 13 décembre 1989  | Espagne     | Bahrain Victorious                 | 0     | 01/2020 - 12/2023 |                    |
| Filip Maciejuk        | 3 septembre 1999  | Pologne     | Bahrain Victorious                 | 0     | 01/2022 - 12/2023 |                    |
| Ahmed Madan           | 25 août 2000      | Bahreïn     | Bahrain Victorious                 | 3     | 01/2021 - 12/2024 | Route              |
| Gino Mäder †          | 4 janvier 1997    | Suisse      | Bahrain Victorious                 | 0     | 01/2021 - 06/2023 |                    |
| Fran Miholjević       | 2 août 2002       | Croatie     | Friuli ASD                         | 1     | 01/2023 - 12/2024 | - Contre-la-montre |
| Jonathan Milan        | 1er octobre 2000  | Italie      | Bahrain Victorious                 | 3     | 01/2021 - 12/2023 |                    |
| Matej Mohorič         | 19 octobre 1994   | Slovénie    | Bahrain Victorious                 | 6     | 01/2018 - 12/2025 |                    |
| Andrea Pasqualon      | 2 janvier 1988    | Italie      | Intermarché-Wanty-Gobert Matériaux | 0     | 01/2023 - 12/2024 |                    |
| Hermann Pernsteiner   | 7 août 1990       | Autriche    | Bahrain Victorious                 | 0     | 01/2018 - 12/2023 |                    |
| Wout Poels            | 1er octobre 1987  | Pays-Bas    | Bahrain Victorious                 | 2     | 01/2020 - 12/2024 |                    |
| Johan Price-Pejtersen | 26 mai 1999       | Danemark    | Bahrain Victorious                 | 0     | 01/2022 - 12/2024 |                    |
| Dušan Rajović         | 19 novembre 1997  | Serbie      | Team Corratec                      | 1     | 01/2023 - 12/2024 | - Route            |
| Cameron Scott         | 4 janvier 1999    | Australie   | ARA Pro Racing Sunshine Coast      | 0     | 01/2023 - 12/2024 |                    |
| Jasha Sütterlin       | 4 novembre 1992   | Allemagne   | Bahrain Victorious                 | 0     | 01/2022 - 12/2024 |                    |
| Antonio Tiberi        | 24 juin 2001      | Italie      | Trek-Segafredo                     | 0     | 06/2023 - 12/2025 |                    |
| Sergio Tu             | 24 février 1997   | Taïwan      | Friuli ASD                         | 1     | 01/2023 - 12/2024 | - Contre-la-montre |
| Fred Wright           | 13 juin 1999      | Royaume-Uni | Bahrain Victorious                 | 1     | 01/2020 - 12/2025 | - Route            |
| Edoardo Zambanini     | 21 avril 2001     | Italie      | Bahrain Victorious                 | 0     | 01/2022 - 12/2024 |                    |

## Champions nationaux, continentaux et mondiaux
| Date             | Course                                               | Maillot | Coureurs        | Pays           | Lieu                |
| ---------------- | ---------------------------------------------------- | ------- | --------------- | -------------- | ------------------- |
| 22 juin 2023     | Championnat de Croatie du contre-la-montre           |         | Fran Miholjević | Croatie        |                     |
| 25 juin 2023     | Championnat de Grande-Bretagne de cyclisme sur route |         | Fred Wright     | Royaume-Uni    | Saltburn-by-the-Sea |
| 25 juin 2023     | Championnat de Serbie de cyclisme sur route          |         | Dušan Rajović   | Serbie         |                     |
| 26 novembre 2023 | Championnat de Taïwan du contre-la-montre            |         | Sergio Tu       | Taipei chinois | Taitung             |

## Classement UCI par équipes
Le classement UCI par équipes se calcule en comptabilisant les points des 20 meilleurs coureurs de l'équipe. Ce classement est calculé avec les points acquis lors de l'année civile. Au terme d'une période de trois ans (2023-2025), les dix-huit meilleures équipes recevront une licence World Tour pour la prochaine période (2026-2028).
| Classement UCI (par équipes) au 17 octobre 2023. | Classement UCI (par équipes) au 17 octobre 2023. | Classement UCI (par équipes) au 17 octobre 2023. | Classement UCI (par équipes) au 17 octobre 2023. | Classement UCI (par équipes) au 17 octobre 2023. |
| #                                                | Pays                                             | Pts. 2023                                        | Diff.                                            |                                                  |
| ------------------------------------------------ | ------------------------------------------------ | ------------------------------------------------ | ------------------------------------------------ | ------------------------------------------------ |
| 1                                                | UAE Team Emirates                                | 30963,18                                         | -                                                |                                                  |
| 2                                                | Jumbo-Visma                                      | 29654,45                                         | 1303,73                                          |                                                  |
| 3                                                | Soudal Quick-Step                                | 18702,85                                         | 10951,60                                         |                                                  |
| 4                                                | Ineos Grenadiers                                 | 17760,93                                         | 941,92                                           |                                                  |
| 5                                                | Lidl-Trek                                        | 16054,45                                         | 1706,48                                          |                                                  |
| 6                                                | Bahrain Victorious                               | 15787,81                                         | 266,64                                           |                                                  |
| 7                                                | Groupama-FDJ                                     | 14834,51                                         | 953,30                                           |                                                  |
| 8                                                | Alpecin-Deceuninck                               | 14519,25                                         | 315,26                                           |                                                  |
| 9                                                | Lotto Dstny                                      | 14112,83                                         | 406,42                                           |                                                  |
| 10                                               | Bora-Hansgrohe                                   | 13325,13                                         | 787,45                                           |                                                  |
| 11                                               | EF Education-EasyPost                            | 11818,69                                         | 1506,44                                          |                                                  |
| 12                                               | Movistar                                         | 10989,53                                         | 829,16                                           |                                                  |
| 13                                               | Team Jayco AlUla                                 | 10737,65                                         | 251,88                                           |                                                  |
| 14                                               | Intermarché-Circus-Wanty                         | 10492,28                                         | 245,37                                           |                                                  |
| 15                                               | Cofidis                                          | 10437,41                                         | 54,87                                            |                                                  |
| 16                                               | Israel-Premier Tech                              | 10022,00                                         | 415,41                                           |                                                  |
| 17                                               | DSM-Firmenich                                    | 9102,20                                          | 919,80                                           |                                                  |
| 18                                               | AG2R Citroën                                     | 9096,00                                          | 6,20                                             |                                                  |
| 19                                               | Team Arkéa-Samsic                                | 7229,00                                          | 1867,00                                          |                                                  |
| 20                                               | Astana Qazaqstan                                 | 7044,44                                          | 184,56                                           |                                                  |
| 21                                               | Uno-X Pro                                        | 6569,00                                          | 478,44                                           |                                                  |
| 22                                               | TotalEnergies                                    | 5765,00                                          | 804,00                                           |                                                  |

| Liste des vingt coureurs marquant des points pour le classement UCI par équipes 2023. | Liste des vingt coureurs marquant des points pour le classement UCI par équipes 2023. | Liste des vingt coureurs marquant des points pour le classement UCI par équipes 2023. |
| #                                                                                     | Coureur                                                                               | Points                                                                                |
| ------------------------------------------------------------------------------------- | ------------------------------------------------------------------------------------- | ------------------------------------------------------------------------------------- |
| 1                                                                                     | Pello Bilbao                                                                          | 2432,14                                                                               |
| 2                                                                                     | Mikel Landa                                                                           | 2283,62                                                                               |
| 3                                                                                     | Matej Mohorič                                                                         | 2230,00                                                                               |
| 4                                                                                     | Damiano Caruso                                                                        | 1563,33                                                                               |
| 5                                                                                     | Santiago Buitrago                                                                     | 1526,33                                                                               |
| 6                                                                                     | Jonathan Milan                                                                        | 1100,71                                                                               |
| 7                                                                                     | Wout Poels                                                                            | 1038,47                                                                               |
| 8                                                                                     | Jack Haig                                                                             | 674,71                                                                                |
| 9                                                                                     | Phil Bauhaus                                                                          | 632,14                                                                                |
| 10                                                                                    | Fred Wright                                                                           | 455,71                                                                                |
| 11                                                                                    | Andrea Pasqualon                                                                      | 340,00                                                                                |
| 12                                                                                    | Gino Mäder                                                                            | 331,71                                                                                |
| 13                                                                                    | Yukiya Arashiro                                                                       | 268,00                                                                                |
| 14                                                                                    | Antonio Tiberi                                                                        | 203,62                                                                                |
| 15                                                                                    | Nikias Arndt                                                                          | 192,14                                                                                |
| 16                                                                                    | Matevž Govekar                                                                        | 144,76                                                                                |
| 17                                                                                    | Dušan Rajović                                                                         | 120,00                                                                                |
| 18                                                                                    | Sergio Tu                                                                             | 85,00                                                                                 |
| 19                                                                                    | Rainer Kepplinger                                                                     | 84,71                                                                                 |
| 20                                                                                    | Hermann Pernsteiner                                                                   | 80,71                                                                                 |
| TOTAL                                                                                 | TOTAL                                                                                 | 15787,81                                                                              |

## Classement UCI individuel en fin de saison
| 17  | Pello Bilbao      | 2432,14 |
| 19  | Mikel Landa       | 2283,62 |
| 20  | Matej Mohorič     | 2230,00 |
| 42  | Damiano Caruso    | 1563,33 |
| 45  | Santiago Buitrago | 1526,33 |
| 77  | Jonathan Milan    | 1100,71 |
| 79  | Wout Poels        | 1038,47 |
| 134 | Jack Haig         | 674,71  |
| 146 | Phil Bauhaus      | 632,14  |
| 186 | Antonio Tiberi    | 481,76  |

| 200 | Fred Wright         | 455,71 |
| 274 | Andrea Pasqualon    | 340,00 |
| 283 | Gino Mäder          | 331,71 |
| 334 | Yukiya Arashiro     | 268,00 |
| 446 | Nikias Arndt        | 192,14 |
| 544 | Matevž Govekar      | 144,76 |
| 566 | Dušan Rajović       | 137,00 |
| 797 | Sergio Tu           | 85,00  |
| 803 | Rainer Kepplinger   | 84,71  |
| 834 | Hermann Pernsteiner | 80,71  |

| 1065 | Nicolò Buratti        | 53,00 |
| 1150 | Edoardo Zambanini     | 48,71 |
| 1170 | Filip Maciejuk        | 46,71 |
| 1427 | Kamil Gradek          | 31,04 |
| 1558 | Fran Miholjević       | 27,14 |
| 1590 | Ahmed Madan           | 25,00 |
| 1717 | Johan Price-Pejtersen | 22,14 |
| 2381 | Jasha Sütterlin       | 6,33  |
| -    | Heinrich Haussler     | 0,00  |
| -    | Cameron Scott         | 0,00  |